# The Sleepover Club
The Sleepover Club (Brasil: Clube do Travesseiro / Portugal: O Clube dos Pijamas) é uma série de livros infantis da autora Rose Impey. É, também, o nome de uma série infantil televisiva baseada nos livros. Apesar de as histórias dos livros serem situadas na Inglaterra, a série de tevê se passa na Austrália, num subúrbio fictício próximo à praia chamado Crescent Bay. O programa é focado em cinco garotas que são parte de um clube aonde as integrantes se reúnem na casa de alguma ao menos uma vez por semana. O lema principal é deixar meninos e pais de fora.
A série de televisão foi produzida por Andy Rowley para a Wark Clements Burberry Production, em associação com a Rialto Films, com ajuda da Pacific Film. Foi distribuída internacionalmente pela Southern Star Sales.
Em Portugal, foi transmitida pelo Disney Channel pela primeira vez em 3 de agosto de 2009. No Brasil, foi transmitida inicialmente pelo Boomerang (América Latina) e, mais tarde, na TV Brasil.

## História

### Primeira temporada

#### Personagens
- Caitlin Stasey como Francesca "Frankie" Thomas, é a líder do clube. Apesar de ser uma grande amiga das garotas, sua liderança excessiva já foi problema em diversas ocasiões. É a mais divertida, gentil e meiga do grupo. Mesmo sendo muito boa, infelizmente se acha a sabe-tudo, e nunca pede ajuda. Ela e Kenny são melhores amigas. Ela não deixa ninguém entrar no clube, e foi difícil para as meninas convencê-la a deixar Rosie entrar no clube. Tem uma quedinha secreta por um dos M&Ms, Matthew.

- Eliza Taylor-Cotter como Rosie Cartwright, é uma jovem inglesa e a integrante mais recente. Ela e sua família se mudaram para a Austrália após a morte de sua mãe. Seu irmão usa cadeira de rodas. Ela é muito criativa, sempre dá ideias ótimas para o clube e planos contra os M&Ms ou Sara e Alana. Sempre sonhou em ser jornalista. Ela é apaixonada pelo irmão mais velho de Lindsey, Tom.

- Ashleigh Chisholm como Felicity "Fliss" Sidebotham, é uma obcecada por moda e apaixonada pelo garoto mais popular da escola, Ryan Scott. Ela é uma verdadeira patricinhaː só se veste com roupas rosas, sempre guarda um brilho e maquiagem na bolsa e é muito mimada e fútil mas, na hora de resolver as coisas, sempre quer ajudar em tudo. Seu pai abandonou sua família três anos atrás. Apesar de pensar só em moda, ela é uma grande amiga.

- Hannah Wang como Kendra "Kenny" Tam, adora esportes e atividades físicas, é a mais esportiva do clube, adoradora do time de futebol Manchester United; adora comer. Ela mora em um apartamento com seus pais, sua irmã (que já causou grandes encrencas para o clube) e a avó, que, mesmo tendo cerca de 70 anos, sempre quis voltar a ser jovem. Frankie e ela são melhores amigas.

- Basia A'Hern como Lyndsey "Lyndz" Collins é o quarto membro do clube e, como Rosie, ela também é da Inglaterra. Embora ela tenha mostrado ser temperamental às vezes, ela é considerada o membro mais legal do grupo. Ela é apaixonada por animais, principalmente cavalos. Lyndz faz o possível para se encaixar e às vezes tem baixa auto-estima. Já foi mencionado que, quando ela for mais velha, ela quer administrar uma escola de equitação, pois é uma amazona ávida. Ela tem um irmão gêmeo fraterno, Michael, que é um dos M&Ms e ela também tem um irmão mais velho, Tom (Tim Mager). Sua cor favorita é verde. No episódio 4 - "Fearlotto", seu medo é de morcegos, mas depois o supera.

#### Secundários
- Blake Hampson como Michael Collins, irmão gêmeo de Lyndsey. É o melhor amigo de Matthew. Adora a irmã Lyndsey, apesar de os M&Ms serem rivais do Clube do Travesseiro.

- Ryan Corr como Matthew McDougal, líder dos M&M's. Ninguém sabe, mas ele é apaixonado por Frankie.

- Stefan La Rosa como Marco De Pieriː apesar de ser um M&M, tem um grande coração e é o mais bonzinho do grupo. E é também um pouco apaixonado por uma das meninas do clube: Fliss. Seus pais são donos de um restaurante.

- Annalise Woods e Ashleigh Brewe como Sara e Alana, são duas garotas que adoram tirar sarro do Clube do Travesseiro. Em certo ponto da série, é revelado que Sara, na verdade, tem inveja por nunca ter conseguido entrar no clube, o que faz ela tentar fazer de tudo para entrar.

- Vince D'Amico como senhor Sː é o dono do Beach Hut Cafe, onde as garotas se encontram. Ele sempre faz piadas e, eventualmente, hospeda as reuniões do clube, quando sua sobrinha se hospeda em sua casa.

- Emma Skelton como senhora Nickels, é a professora das garotas. Ela, eventualmente, passa a se interessar pelo pai de Rosie. Apesar de, no primeiro episódio, parecer meio malvada, nos outros se mostra a professora "boazinha".

- Peter Rasmussen como senhor Bilton, é o professor de educação física das garotas. Graças a seu físico, as garotas o apelidaram de senhor Bíceps.

- Craig Marriott como Ryan Scott, é, segundo Fliss, o garoto mais lindo que já existiu. É o interesse romântico dela. Eventualmente, eles se tornaram bem próximos, apesar de ele treinar com Kenny e Fliss ter um ataque de ciúmes.

- Trent Sullivan como Callum Sidebotham, é o irmão mais jovem de Fliss.

- Hannah Ling como Molly Tam, é a irmã malvada, mais velha, de Kenny.

### Segunda temporada

#### Personagens
- Morgan Griffin como Charlotte "Charlie" Anderson, é a líder do clube. Sonha em "destruir" os Bobalhões e Kristal. É jornalista da escola. É a melhor amiga de Maddy e Tayla.

- Rachel Watson como Tayla Kane, é fascinada por moda e já chegou a escrever artigos para um revista teen. Suas melhores amigas são Charlie e Maddy.

- Emmanuelle Bains como Maddeleine "Maddy" Lee, é a mais esportiva e decidida do grupo. Seus principais interesses são basquete e "destruir" os Bobalhões e Kristal.É a melhor amiga de Charlie e Tayla.

- Katie Nazer-Hennings como Brooke Webster, gosta de fotografia. Sua melhor amiga no Clube do Travesseiro é Jess. Ela tem um meio-irmão chamado Simon que é um dos Bobalhões.

- Monique Williams como Jessica "Jess" Phillips, é a artística e tímida do grupo, e ama animais. Sua melhor amiga é Brooke.

#### Antagonistas
- Julia O'Connor como Kristal, é uma menina mimada, extremamente metida, que quer sempre se parecer melhor. Apesar disso, só tem Caitilin como amiga.

- Ruby Hall como Caitilin, melhor e única amiga de Kristal. Faz tudo que a amiga pede.

- James Bell como Jason, é o líder dos Blockheads. É um menino riquinho que gosta de aprontar, principalmente com o CT.

- Nathan Coenen como Simon, é meio-irmão de Brooke. Apesar de ser dos Bobalhões, tem um coração bom.

- Shannon Lively como Declan, é um capacho de Jason, faz tudo o que ele manda e, às vezes, ignora sua própria vontade.

## Episódios
| Temporada | Temporada | Episódios | Exibição original     | Exibição original       |
| Temporada | Temporada | Episódios | Estreia da temporada  | Final da temporada      |
| --------- | --------- | --------- | --------------------- | ----------------------- |
|           | 1.ª       | 26        | 1 de novembro de 2002 | 27 de fevereiro de 2004 |
|           | 2.ª       | 26        | 3 de novembro de 2006 | 21 de março de 2008     |